# Verrucachernes oca
Espèce
Synonymes
- Microchernes orientalis Beier, 1951
- Microchernes insularis Beier, 1953

Verrucachernes oca est une espèce de pseudoscorpions de la famille des Chernetidae.

## Distribution
Cette espèce se rencontre à Guam, aux Îles Mariannes du Nord, aux Îles Marshall, aux États fédérés de Micronésie, aux Îles Salomon, en Papouasie-Nouvelle-Guinée, en Indonésie, en Thaïlande, au Cambodge, au Viêt Nam, en Chine, au Népal, au Bhoutan et au Sri Lanka.

## Description
Le mâle holotype mesure 1,46 mm.

## Étymologie
Son nom d'espèce lui a été donné en référence au lieu de sa découverte, Oca Point.

## Publication originale
- Chamberlin, 1947 : Three new species of false scorpions from the Island of Guam (Arachnida, Chelonethida). Occasional Papers of the Bishop Museum Honolulu, vol. 18, no 20, p. 305-316 (texte intégral).